# Križem sveta
Križem sveta je zgodovinska povest slovenskega pisatelja Franca Valentina Slemenika.
Delo je nastalo pred letom 1870, prvo izdajo pa je doživelo šele po avtorjevi smrti, leta 1877, v okviru Mohorjeve družbe. Ponatisa sta izšla leta 1905 in 1938.

## Povzetek
Sinovi roparskega viteza Urha Grobekarja, ki je bil za svoje zločine obešen, strežejo po življenju potomcem in sorodnikom viteza Pečarskega, ki je njihovega očeta razkrinkal. Oče jim je tik pred smrtjo naročil, naj ga maščujejo, zato poskušajo Jon, Jošt in Miha naročilo izpolniti. Jon pokaže Turkom pot v grad. V boju pade stari Pečarski, sina Benjamina pa Turki odpeljejo s seboj. Jon, zadovoljen s svojim uspehom, zapusti domovino in odide med Turke, kjer postane najhujši sovražnik kristjanov. Nagrabi si bogastva, postane vojskovodja azijskih čet in dobi ime Ali-paša. Miha se v tem času vtihotapi v službo h Krištofu Kolničarju, svaku Mateja Pečarskega. Skupaj z bratom Joštom poskuša predati Turkom Matejeve in Krištofove otroke: Lenarta, Bogdana in Jelico. Jobu, varuhu Pečarskih otrok, uspe rešiti Jelico, Lenart in Bogdan pa prideta v turško ujetništvo. Bogdana po srečnem naključju reši poveljnik Boleslav in ga posvoji. Lenart po hudem trpljenju (Turkinja mu hoče izpiti kri) prispe v Turčijo, kjer po desetih letih sreča svojega strica Benjamina, ki je medtem postal slaven vojskovodja. V času, ko se Lenart in Benjamin odpravljata nazaj v domovino, se Miha poskuša maščevati še enkrat. Turkom, ki so ponovno napadli grad Pečarskih, pokaže skrivni vhod, pri tem pa ga zaloti Jelica in ga ubije. Jon se kot poveljnik turških čet spet poda na roparski pohod na Slovensko. Med Turki in Slovenci, ki jih vodi vitez Pečarski, se vname strašen boj, v katerem Jon pade. Ranjen je tudi Bogdan. Po podobici, ki jo nosi okrog vratu, ga Job spozna in reši smrti. Na bojišču vitez Pečarski ponovno sreča svojega sina in brata, Krištof Kolničar pa svojega sina Lenarta. Družina se po strašnih preizkušnjah spet snide.